# Лавандовое масло

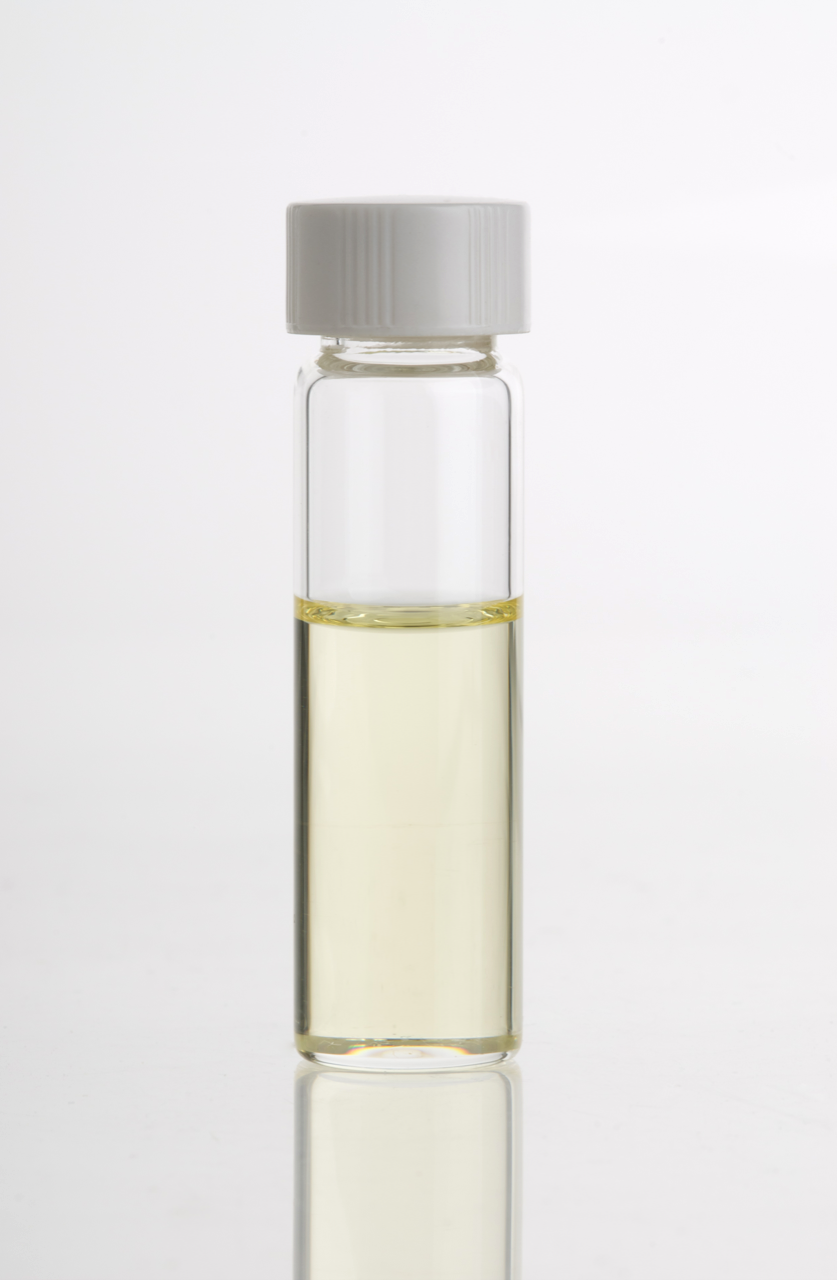
Лавандовое масло

Лава́ндовое ма́сло — эфирное масло, содержится в цветущих соцветиях лаванды узколистной (Lavandula angustifolia Mill.), произрастающей во многих странах Европы, в Канаде, США, России, Молдавии, Крыму. В настоящее время до 90% всего лавандового масла в мире является подделкой .

## Свойства
Лавандовое масло — подвижная бесцветная или жёлто-зелёная жидкость горького вкуса, обладающая запахом свежих цветов лаванды, с оттенком травянистым, древесным или фруктовым.
Растворимо в этаноле (1:3 в 70 %).
tвсп = 64 °C;
{\displaystyle d_{20}^{20}} = 0,877 ÷ 0,896;
{\displaystyle [n]_{\text{D}}^{20}} = 1,458 ÷ 1,470;
{\displaystyle [\alpha ]_{\text{D}}^{20}} = −3 ÷ −9;
Кислотное число ⩽ 0,8;
ЛД50 > 5 г/кг — крысы (перорально), кролики (накожно).

## Сорта
Лавандовое масло бывает разных сортов, в зависимости от эфирномасличного сорта лаванды узколистной, который выращивается в той или иной стране. 
Раньше эфирное масло лаванды получали из дикой горной лаванды, которая произрастает на высоте от 600 до 1600 метров над уровнем моря. Во Франции дикая горная лаванда называется Fine (Фин), ее собирают вручную в горах Верхнего Прованса или выращивают из семян дикой лаванды. В настоящее время большую часть масла получают из культурных сортов. Во Франции лавандовое масло получают из сортов Fine (Фин), Maillette (Майллетте), Matheronne (Матерон), Diva (Дива), Carla (Карла). Различают популяционную лаванду и клоновую. Популяционную лаванду размножают только семенами, поэтому каждое растение генетически отличается, эта лаванда требует повышенных высот для произрастания, а эфирное масло из такой лаванды ценится больше. К популяционной лаванде относится дикая лаванда Fine и лаванда Carla. Клоновую лаванду размножают только черенками, поэтому каждое растение является генетически точной копией. К клоновой лаванде относятся сорта лаванды Майллетте, Матерон и Дива. Все французские клоновые сорта лаванды, включая популярный сорт Майллетте, были первоначально выделены как отборные сеянцы дикой лаванды Fine в горах Верхнего Прованса .
В Крыму выращивают клоновые сорта лаванды узколистной Синева, Вдала, Ранняя, Изида ..   

## Химический состав
В состав эфирного масла лаванды узколистной входят главным образом линалилацетат (до 25-47%), линалоол (20—45%), лавандулил ацетат (0-8%), лавандулол (0-3%). Эти компоненты считаются наиболее ценными, обеспечивающими характерный цветочный лавандовый аромат и фармакологические свойства. К другим компонентам относится камфора (0-1,5%), терпинен-4-ол (0-8%), α-терпинеол (0-2%), цинеол (0-3%), лимонен (0-1%), α- и β-оцимены (0-10% цис-бета-оцимен и 0-6% транс-бета-оцимен), 3-октанон (0-5%), бета-фелландрен (0-1%), γ-терпинен, мирцен, α-пинен, кариофиллен, бергамотен, γ- и δ-кадинены, α-куркумен, фарнезен,  гераниол, нерол, нонаналь, и другие компоненты. Если лавандовое масло содержит слишком много камфоры, терпинен-4-ола, альфа-терпинеола, лимонена, цинеола, то его качество ухудшается. Указанные пределы значений рекомендованы международным стандартом (ISO) на лавандовое масло. Существуют и другие стандарты, включая европейский фармакопейный стандарт и стандарт Всемирной Организации Здравоохранения .

## Получение
Получают из соцветий путём перегонки с паром, выход масла 0,78—1,1 %.
Основные производители — Франция, Италия, Болгария, Молдавия, Россия.

## Применение
Применяют как компонент парфюмерных композиций, отдушек для мыла и косметических изделий, для получения (−)-линалилацетата и (−)-линалоола.
Руководства по ароматерапии сообщают о широком спектре целебных свойств лавандового масла. Оно оказывает антисептическое, противоожоговое, регенерирующее, противовоспалительное действия. Помогает снять покраснение и шелушение кожи; способствует заживлению ран, порезов, ссадин; предотвращает появление перхоти; эффективно при педикулёзе; успокаивает кожу после укусов насекомых.

## Фальсификация
Эфирное масло лаванды часто подделывают менее дорогим эфирным маслом лавандина (лаванда гибридная). Лавандин содержит много камфоры (5-10%) 1,8-цинеола (3-8%) и борнеола (1.7-3.3%), поэтому его аромат более камфорный и менее пригоден для парфюмерии и ароматерапии .